# آزاد به انتخاب
آزاد به انتخاب: یک بیانیه شخصی (۱۹۸۰) کتاب و مجموعه تلویزیونی ده قسمتی است که توسط اقتصاددانان میلتون فریدمن و رز دی فریدمن از تلویزیون پخش می‌شد و از اصول بازار آزاد حمایت می‌کرد. این مجموعه در درجه اول پاسخی به کتاب و مجموعه تلویزیونی دیگری بود: عصر عدم اطمینان، توسط اقتصاددان برجسته جان کنت گالبرایت. میلتون فریدمن در سال ۱۹۷۶ جایزه نوبل اقتصاد را به دست‌آورد.

## بررسی اجمالی
آزادی برای انتخاب: یک بیانیه شخصی تأکید می‌کند که بازار آزاد برای همه اعضای یک جامعه به بهترین وجه کار می‌کند، نمونه‌هایی از چگونگی کارایی بازار آزاد را بررسی می‌کند و مدعی می‌شود که بازار آزاد می‌تواند مشکلات را در جایی که رویکردهای دیگر شکست خورده باشند حل کند. کتاب در ژانویه ۱۹۸۰ مشتمل بر ۲۹۷ صفحه و ۱۰ فصل منتشر شد. این کتاب به مدت ۵ هفته در لیست پرفروش‌های ایالات متحده قرار داشت.

## مواضع برنامه
فریدمن‌ها طرفدار سیاست‌های اقتصادی لسه فر هستند و اغلب از سیاست‌های دولت مداخله‌گر و دخالتش در آزادی‌های شخصی و کارایی اقتصادی در ایالات متحده و خارج از کشور انتقاد می‌کنند. فریدمن‌ها استدلال می‌کنند که فدرال رزرو با عدم جلوگیری از کاهش عرضه پول در سال‌های منتهی به رکود بزرگ، آن را تشدید کرده‌است.

## فصل‌های برنامه (نسخه ۱۹۸۰)
1. قدرت بازار
2. ظلم کنترل
3. آناتومی بحران
4. از گهواره تا گور
5. برابر آفریده شده
6. مشکلات مدارس ما چیست؟
7. چه کسی از مصرف‌کننده محافظت می‌کند؟
8. چه کسی از کارگر محافظت می‌کند؟
9. چگونه تورم را درمان کنیم؟
10. چگونه آزاد بمانید

## فصل‌های برنامه (نسخه ۱۹۹۰)
1. قدرت بازار - با مقدمه آرنولد شوارتزنگر
2. ظلم کنترل - با مقدمه جورج شولتز
3. آزادی و شکوفایی (نمایش داده شده فقط در نسخه ۱۹۹۰) - با مقدمه رونالد ریگان
4. شکست سوسیالیسم (عنوان اصلی: "مشکلات مدارس ما چیست؟") - با مقدمه دیوید فریدمن
5. برابر آفریده شده - با مقدمه استیو آلن